# Fluoroscopia

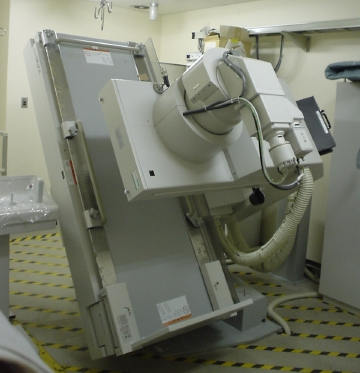
Um fluoroscópio moderno.

A fluoroscopia é uma técnica de imagem comumente utilizada na medicina para obter imagens em tempo real em movimento das estruturas internas de um paciente através do uso de um Fluoroscópio. Na sua forma mais simples, um Fluoroscópio consiste de uma fonte de raios-x e de uma tela fluorescente entre a qual o paciente é posicionado.
O exame de fluoroscopia consiste em um método de imageamento que permite ver o paciente através de raios-X com alta resolução temporal. São feitas imagens a 30 frames por segundo, o que permite gravação das imagens com alta qualidade, caso seja necessário. O procedimento de fluoroscopia também é utilizado em exames de cateterismo durante angiografia, permitindo a visualização do contraste sendo injetado e circulando nos vasos sanguíneos
A diferença deste procedimento e da radiografia convencional é o modo de aquisição das imagens. Enquanto a radiografia convencional utiliza filmes de raios-X e necessita de processo de revelação, a fluoroscopia possui um sistema dinâmico de aquisição de imagens, e estas são vistas em tempo real durante o exame.
O principal composto que diferencia os dois métodos é o intensificador de imagem (ou I.I.). Como o exame de fluoroscopia necessita de muitas imagens, é necessário que estas sejam feitas com uma baixa dose de radiação ao paciente, ou seja, boas imagens precisam ser produzidas com um baixo número de fótons de raios-X, então é preciso um detector muito sensível. O intensificador de imagem converte raios-X em luz visível, que pode ser captada por uma TV, câmara fotográfica ou filmadora.
1. ↑  «Hemodinâmica ganha novos equipamentos de segurança». Empresa Brasileira de Serviços Hospitalares. Consultado em 13 de fevereiro de 2024
2. ↑  «Fluorescência de Raios-X». Jatai Fisica. Consultado em 13 de fevereiro de 2024
3. ↑  Themes, U. F. O. (16 de maio de 2021). «Fluoroscopy». Radiology Key (em inglês). Consultado em 13 de fevereiro de 2024
4. ↑  Morsch, Dr José Aldair (4 de outubro de 2021). «Fluoroscopia: o que é esse exame e para que serve?». Telemedicina Morsch: Referência em laudo a distância no Brasil. Consultado em 13 de fevereiro de 2024